# WTA de Kaohsiung
O WTA de Kaohsiung – ou Taiwan Open, na última edição – foi um torneio de tênis profissional feminino, de nível WTA International.
Realizado em Kaohsiung, em Taiwan, durou apenas um ano. Depois desta, em 2016, foi substituído pelo WTA de Taipei. Os jogos são disputados em quadras duras durante o mês de fevereiro.

## Finais

### Simples
| Ano  | Campeã         | Vice-campeã | Resultado |
| ---- | -------------- | ----------- | --------- |
| 2016 | Venus Williams | Misaki Doi  | 6–4, 6–2  |

### Duplas
| Ano  | Campeãs                      | Vice-campeãs         | Resultado |
| ---- | ---------------------------- | -------------------- | --------- |
| 2016 | Chan Hao-ching Chan Yung-jan | Eri Hozumi Miyu Kato | 6–4, 6–3  |